# Marder 2
Marder 2 – niemiecki prototypowy bojowy wóz piechoty opracowany w latach 80. XX wieku, z myślą o zastąpieniu wozów bojowych Marder 1.
Pojazd miał spełniać szereg wymagań – musiał być wystarczająco mobilny by współdziałać z czołgami Leopard 2, przewozić co najmniej siedmiu żołnierzy piechoty, uzbrojenie główne miało mieć zasięg do 2000 m (armata kalibru 35 mm), a pancerz przedni musiał zapewniać ochronę przed amunicją przeciwpancerną kalibru 30 mm. Zakładano, że w latach 1997–2001 zbudowanych zostanie 1000 nowych pojazdów.
Koniec zimnej wojny i upadek Muru Berlińskiego miały duży wpływ na dalsze losy projektu. Zmieniona sytuacja geopolityczna, związana z upadkiem ZSRR, postawiła pod znakiem zapytania konieczność budowy nowych bojowych wozów piechoty, a spodziewane koszty wynikające z nadchodzącego zjednoczenia Niemiec były przyczyną cięć w budżecie zbrojeniowym.
W 1991 roku gotowe były prototypowe egzemplarze pojazdu. Projekt ostatecznie odrzucono, argumentując, że pojazdy są za ciężkie, za duże i za drogie.
Pojazdy Marder 1 pozostały w służbie przez następne kilkanaście lat. Począwszy od 2010 roku, mają być stopniowo zastępowane opracowanymi w latach 90. bojowymi wozami piechoty Puma.